# 尹同跃
尹同跃（1962年11月—），安徽巢湖人，汉族，中国共产党党员。第十四届全国人民代表大会代表，现任奇瑞汽车股份有限公司董事长、党委书记。

## 生平
2023年2月24日，当选为第十四届全国人大代表。